# Pawns & Kings
Pawns & Kings è il settimo album in studio del gruppo musicale statunitense Alter Bridge, pubblicato il 14 ottobre 2022 dalla Napalm Records.

## Antefatti
Nel maggio 2021 il chitarrista Mark Tremonti ha rivelato che il gruppo si sarebbe riunito nel 2022 per cominciare le registrazioni relative al settimo, una volta pertanto conclusi i suoi impegni e quelli del cantante Myles Kennedy relativi ai propri progetti solisti. Dopo circa un anno lo stesso ha rivelato nel corso di un'intervista radiofonica concessa a 97.7 QLZ che l'album si sarebbe intitolato Pawns & Kings e che sarebbe stato pubblicato nell'ottobre dello stesso anno.

## Descrizione
Pawns & Kings si compone di dieci brani e risulta tra i più pesanti mai realizzati dalla formazione in carriera, come evidenziato dalla critica specializzata. Tra i brani vi sono anche Fable of the Silent Son, che con i suoi circa otto minuti e mezzo di durata risulta essere il più lungo mai composto dagli Alter Bridge, e Stay, cantato interamente da Tremonti.

## Promozione
Il 18 luglio 2022, con l'annuncio del pre-ordine del disco, gli Alter Bridge hanno reso disponibile per l'ascolto l'omonimo Pawns & Kings, estratto come primo singolo il giorno seguente. Il 2 agosto seguente è stata la volta di Silver Tongue, accompagnato dal relativo video animato. Tra settembre e ottobre il gruppo ha pubblicato due ulteriori singoli insieme ai rispettivi lyric video: Sin After Sin e la traccia d'apertura This Is War.
Negli ultimi mesi dell'anno il gruppo ha intrapreso un'estesa tournée europea atta a promuovere l'album, partita il 1º novembre da Amburgo e conclusosi il 12 dicembre a Londra; per l'occasione sono stati supportati dagli Halestorm e dai Mammoth WVH. Il 10 gennaio 2023 è stato distribuito per le radio statunitensi il quinto singolo Holiday, mentre a partire dal 25 dello stesso mese (fino al mese di aprile) il tour si è spostato anche negli Stati Uniti d'America, accompagnati nuovamente dai Mammoth WVH insieme ai Red e ai Pistols at Dawn.

## Tracce
Testi e musiche degli Alter Bridge.
1. This Is War – 4:03
2. Dead Among the Living – 4:52
3. Silver Tongue – 4:18
4. Sin After Sin – 6:42
5. Stay – 4:37
6. Holiday – 3:58
7. Fable of the Silent Son – 8:22
8. Season of Promise – 4:51
9. Last Man Standing – 5:33
10. Pawns & Kings – 6:18

## Formazione
Gruppo
- Myles Kennedy – voce principale, chitarra, strumenti ad arco, tastiera, programmazione
- Mark Tremonti – chitarra, voce, voce principale (traccia 5)
- Brian Marshall – basso
- Scott Phillips – batteria

Altri musicisti
- Michael "Elvis" Baskette – strumenti ad arco, tastiera, programmazione

Produzione
- Michael "Elvis" Baskette – produzione, missaggio
- Jef Moll – ingegneria del suono, montaggio digitale
- Josh Saldate – assistenza tecnica
- Brad Blackwood – mastering

## Classifiche
| Classifica (2022)                | Posizione massima |
| -------------------------------- | ----------------- |
| Australia                        | 9                 |
| Austria                          | 5                 |
| Belgio (Fiandre)                 | 28                |
| Belgio (Vallonia)                | 66                |
| Canada                           | 84                |
| Francia                          | 115               |
| Germania                         | 7                 |
| Italia                           | 50                |
| Paesi Bassi                      | 15                |
| Polonia                          | 14                |
| Regno Unito                      | 6                 |
| Regno Unito (rock & metal)       | 1                 |
| Spagna                           | 76                |
| Stati Uniti                      | 35                |
| Stati Uniti (hard rock)          | 2                 |
| Stati Uniti (rock & alternative) | 9                 |
| Svizzera                         | 2                 |